# SN 1961J
SN 1961J – supernowa typu II-pec odkryta 6 czerwca 1961 roku w galaktyce MCG +05-38-27. W momencie odkrycia miała maksymalną jasność 16,00m.